# Clinodiplosis nodifex
Clinodiplosis nodifex är en tvåvingeart som beskrevs av Jean-Jacques Kieffer 1909. Clinodiplosis nodifex ingår i släktet Clinodiplosis och familjen gallmyggor. Inga underarter finns listade i Catalogue of Life.